# Message en musique
Message en musique (The Cham Cham) est le 25e et avant-dernier épisode de la première saison de la série télévisée Les Sentinelles de l'air.